# Tyler Wong
Tyler Wong (chinesisch 王·泰勒, Pinyin Wáng Tàilè; * 28. Februar 1996 in Cochrane, Alberta) ist ein kanadischer Eishockeyspieler mit chinesischer Staatsbürgerschaft, der seit Juli 2025 beim HK Poprad aus der slowakischen Extraliga unter Vertrag steht und dort auf der Position des rechten Flügelstürmers bzw. Centers spielt. Zuvor war Wong unter anderem in der American Hockey League (AHL) und Kontinentalen Hockey-Liga (KHL) aktiv. Sein jüngerer Bruder Austin Wong ist ebenfalls professioneller Eishockeyspieler.

## Karriere
Tyler Wong, der chinesischer Abstammung ist, spielte in seiner Jugend bei verschiedenen Juniorenteams in seiner Heimatprovinz Alberta. Beim WHL Bantam Draft 2011 wurde er von den Lethbridge Hurricanes in der fünften Runde an insgesamt 101. Stelle ausgewählt. Von 2012 bis 2017 lief er für das Team aus dem Süden Albertas mehr als 300-mal in der Western Hockey League (WHL) auf. In den Jahren 2016 und 2017 wurde er jeweils als sozialster Spieler der WHL mit der Doug Wickenheiser Memorial Trophy ausgezeichnet, 2017 auch als CHL Humanitarian of the Year, der entsprechenden Auszeichnung für die gesamte Canadian Hockey League (CHL). Ebenso wurde er am Ende der Saison 2016/17 gemeinsam mit Tyler Steenbergen WHL-Torschützenkönig und nach Sam Steel und Adam Brooks drittbester Scorer der regulären Saison. Darüber hinaus wurde der Stürmer, der in seinen letzten beiden WHL-Spielzeiten als Mannschaftskapitän der Hurricanes fungierte, auch in das First All-Star Team der WHL Eastern Conference gewählt. Zum Ende des Spieljahres 2015/16 kam er für die Toronto Marlies auf Basis eines Probevertrags auch zu seinen ersten Profieinsätzen in der American Hockey League (AHL).
Im Mai 2017 erhielt Wong seinen ersten Profivertrag bei den Chicago Wolves aus der AHL, für die er in zwei Spielzeiten fast 130 Partien absolvierte. Zudem wurde er vereinzelt bei den Quad City Mallards aus der ECHL eingesetzt. Im Juli 2019 wechselte er in die Heimat seiner Vorfahren, wo er einen Dreijahresvertrag bei Kunlun Red Star aus der Kontinentalen Hockey-Liga (KHL) unterzeichnete. Sein auslaufender Vertrag wurde im Sommer 2022 um vier Jahre verlängert. Den Vertrag erfüllte Wong jedoch nicht, da er Ende Oktober 2024 entlassen wurde. Im Februar 2025 wurde der Kanadier schließlich von den Eisbären Regensburg aus der DEL2 mit einem neuen Arbeitspapier bis zum Ende der Spielzeit 2024/25 ausgestattet. Danach heuerte er im Juli desselben Jahres beim HK Poprad aus der slowakischen Extraliga an.

### International
Im Februar 2022 lief Wong unter dem Namen Wang Taile für die chinesische Nationalmannschaft bei den Olympischen Winterspielen in Peking auf. Im selben Jahr spielte er bei der Weltmeisterschaft der Division II 2022, bei der die chinesische Mannschaft souverän den Aufstieg in die Division I schaffte. Dort spielte er anschließend bei der Weltmeisterschaft 2023.

## Erfolge und Auszeichnungen
| - 2016 Doug Wickenheiser Memorial Trophy - 2017 Bester Torschütze der WHL (gemeinsam mit Tyler Steenbergen) - 2017 WHL East First All-Star Team | - 2017 Doug Wickenheiser Memorial Trophy - 2017 CHL Humanitarian of the Year |

### International
- 2022 Aufstieg in die Division IB bei der Weltmeisterschaft der Division IIA

## Karrierestatistik
Stand: Ende der Saison 2024/25

### International
Vertrat die Volksrepublik China bei:
- Olympischen Winterspielen 2022
- Weltmeisterschaft der Division IIA 2022
- Weltmeisterschaft der Division IB 2023

(Legende zur Spielerstatistik: Sp oder GP = absolvierte Spiele; T oder G = erzielte Tore; V oder A = erzielte Assists; Pkt oder Pts = erzielte Scorerpunkte; SM oder PIM = erhaltene Strafminuten; +/− = Plus/Minus-Bilanz; PP = erzielte Überzahltore; SH = erzielte Unterzahltore; GW = erzielte Siegtore; 1 Play-downs/Relegation; Kursiv: Statistik nicht vollständig)